# Pawlow-Haus

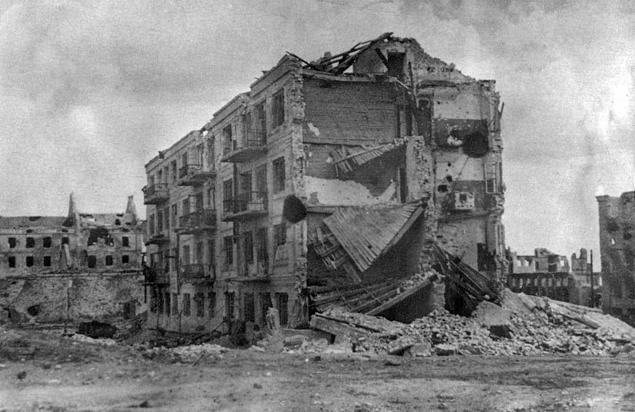
Pawlow-Haus, 1943.

Das Pawlow-Haus (russisch дом Павлова, Dom Pawlowa) ist ein während der Schlacht von Stalingrad hart umkämpftes Wohnhaus in Stalingrad. Es wurde nach dem Feldwebel Jakow Fedotowitsch Pawlow benannt, der den Zug Soldaten befehligte, welcher das Gebäude zuerst eroberte und zwei Monate lang gegen die Angreifer der deutschen 6. Armee verteidigte. Der Name Pawlow-Haus entstand während der Kämpfe, als ein aus dem Haus zurückkehrender Sanitäter auf die Frage, woher er käme, mit „Vom Pawlow-Haus“ antwortete. Der Name setzte sich schnell innerhalb der 13. Gardeschützen-Division durch und wurde auch nach dem Krieg beibehalten.
Das Pawlow-Haus ist heute ein Denkmal.

## Das Gebäude
Es handelt sich um ein vierstöckiges Haus in der Pensenskoystraße 61 (heute Ul. Sowjetskaja 39) im Zentrum Stalingrads, welches rechtwinklig zum Ufer der Wolga liegt und von seiner hinteren Giebelseite den Platz des 9. Januars überblickt. Vor dem Krieg wurde der Wohnblock aufgrund seiner privilegierten Lage von der Stadtelite und hochrangigen Offizieren bewohnt.

## Kämpfe um das Pawlow-Haus

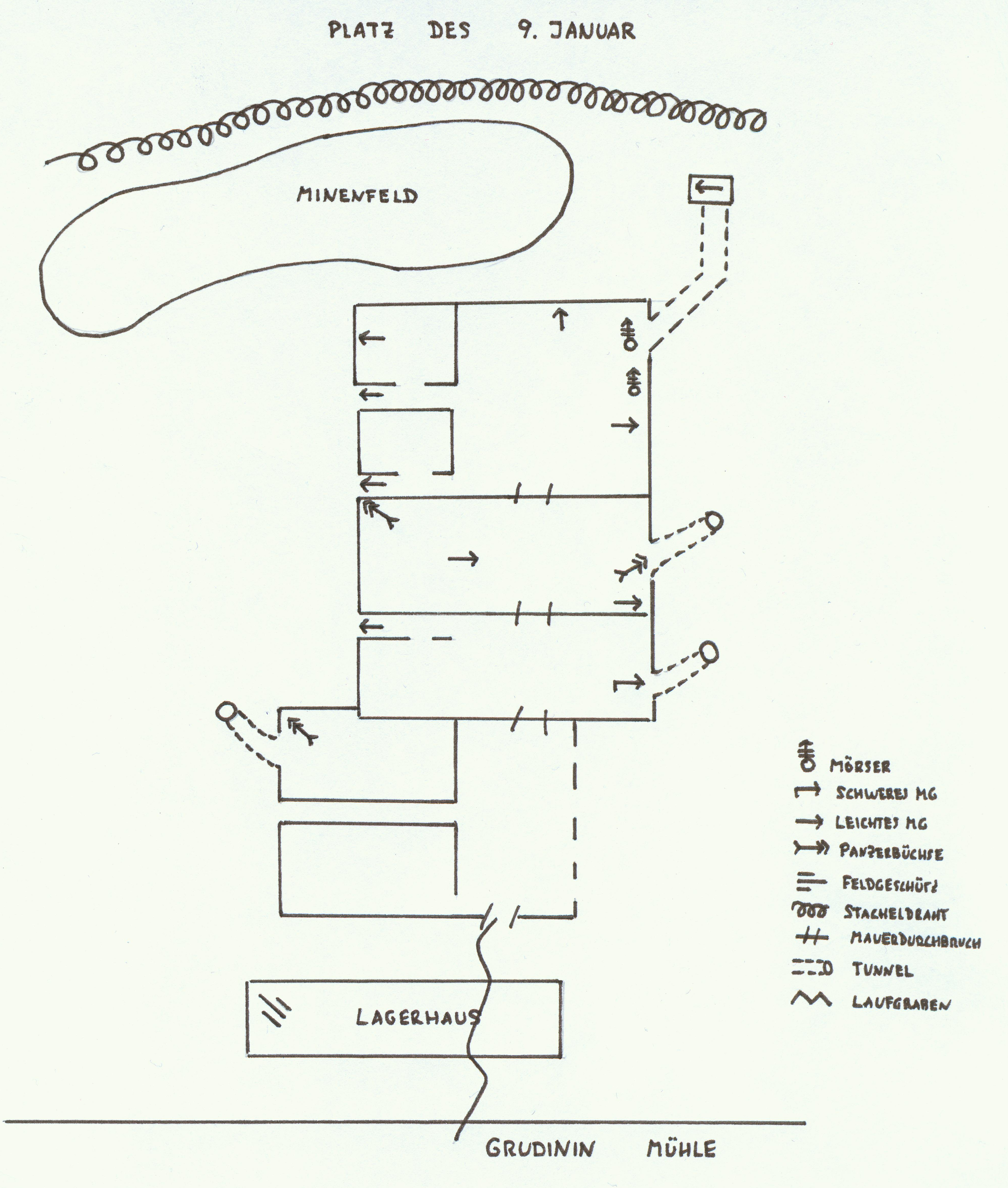
Grundriss des Pawlow-Hauses

Die letzten Verteidigungsstellungen in der Innenstadt Stalingrads waren von der 13. Gardeschützen-Division (GSD) besetzt und verliefen von der Pensenskoystraße am Platz des 9. Januars (dem heutigen Lenin-Platz) bis zur Krutoi-Rinne. Das freistehende Gebäude am östlichen Ende des Platzes wurde auch als „Haus der Sowjets Nr. 4“ oder „Haus der Spezialisten“ bezeichnet.
Das Haus wurde von der Wehrmacht zum ersten Mal im September 1942 angegriffen und auch eingenommen. Das freistehende, von Granaten schwer beschädigte Gebäude wurde anschließend von einem Stoßtrupp unter Feldwebel Jakow Pawlow am 23. September 1942 erobert, indem er die deutschen Besatzer mit Handgranaten bekämpfte und aus ihren Stellungen trieb. Die Deutschen flohen über den freien Platz, wobei viele von Scharfschützen getötet wurden. Der von Pawlow, der seinen verwundeten Vorgänger zu ersetzen hatte, kommandierte Zug der 13. GSD wurde dabei bis auf vier Soldaten aufgerieben: Pawlow, Glustschenko, Alexandrow und Tschernogolow. Oberst Jelin, Kommandeur des 42. Gardeschützenregimentes, ließ das Sabolotnow-Haus an der Soletschnaya-Straße und das Pawlow-Haus an der Pensenskoystraße zur Festung ausbauen. Das unbeschädigte Sabolotnow-Haus wurde vom gleichnamigen Leutnant Sabolotnow verteidigt, der am folgenden Tag fiel.
Als der erste Melder die Nachricht von der Einnahme des Pawlow-Hauses an das Regiment übermitteln sollte, wurde er von einem deutschen Gegenangriff überrascht. Erst am 29. September 1942 konnte die Nachricht erfolgreich übermittelt werden, erst danach traf Verstärkung ein und das Haus wurde durch nunmehr 25 Soldaten unter dem Kommando Leutnant Afanassjews mit Granatwerfern, Maschinengewehren und Panzerabwehrwaffen verteidigt. Es wurde mit einem Minenfeld und Stacheldraht umgeben. Granatwerfer und Maschinengewehre wurden an bestimmten Fenstern postiert und die Keller- und Erdgeschosswände durchbrochen, um die Kommunikation und den Nachschub zu verbessern, der durch Laufgräben von der Grudinin-Mühle, dem Regimentsgefechtsstand, kam. Nahrungsmittel und Munition waren dennoch knapp, und das Haus lag Tag und Nacht unter deutschem Feuer. Die wenigen Kampfpausen wurden mit Grammofonmusik überbrückt. Mehrere deutsche Angriffe täglich blieben im Feuer der Verteidiger liegen. Deutschen Kampfpanzern gelang es nicht, in der anhaltenden Belagerung die Schwachstellen des Pawlow-Hauses zu finden. Die Gardeschützen blockierten erfolgreich die Straße und den Zugang zur 250 m entfernten Wolga.
Mitte Oktober 1942 kam es zu einer geballten Offensive gegen das Pawlow-Haus, um im Rahmen der Angriffe in den nördlichen Industriekomplexen die Schlacht zu Ende zu bringen. Vom Platz des 9. Januars aus griffen Panzer direkt das Gebäude an, wurden aber mit Panzerbüchsen vertrieben, während die angreifende Infanterie mit Maschinengewehrfeuer niedergehalten wurde. Pawlows Gardeschützen konnten sich wieder im Erdgeschoss sammeln und widerstanden bereits seit drei Wochen allen Angriffen.
Wegen des permanenten Beschusses und des freien Schussfeldes der Scharfschützen war es nahezu unmöglich, die Gefallenen zu bestatten, die Leichen verwesten rings um das hart umkämpfte Gebäude. Deutsche Panzer konnten wegen ihres begrenzten Neigungswinkels die Panzerbüchsenschützen in den Fenstern nicht ausreichend bekämpfen. Die eingeschlossenen Soldaten wurden aus mehreren Tunneln und Laufgräben versorgt. Teilweise bewegten sich Kampfpatrouillen durch die Tunnel auch in das offene Gelände des Platzes und bekämpften deutsche Panzer aus nächster Nähe.
Das Pawlow-Haus diente bei Meldungen der 62. Armee zur Orientierung wie „Panzer 200 m westlich von Dom Pawlow gesichtet“. Feldwebel Pawlow erhielt von Tschuikow den Decknamen „Leuchtturm“ und spielte eine zentrale Rolle bei den letzten Brückenköpfen in Stalingrad-Mitte.
Einer der berühmtesten sowjetischen Scharfschützen, Anatoli Tschechow, bekämpfte häufig vom Dach des Pawlow-Hauses deutsche Ziele und konnte sich durch den Laufgraben wieder unbemerkt in die Grudinin-Mühle zurückziehen.
Die Rotarmisten und im Keller verbliebene Zivilisten wurden schließlich nach heftigen Kämpfen durch den sowjetischen Vorstoß vom 25. November entlastet. Bis heute ist nicht geklärt, warum das Pawlow-Haus nicht durch Luft- oder Artillerieschläge zerstört wurde, sondern die Infanterie in ständig wiederholten frontalen Sturmangriffen versuchte, das Haus zu nehmen.

## Verteidiger des Pawlow-Hauses
Die Angaben über die Zahl der Verteidiger schwanken, vermutlich waren es in den unterschiedlichen Phasen des Gefechtes 24 bis 100. Im Kellergeschoss befanden sich außerdem 10 Zivilisten, teilweise durch Brände schwerverwundet, welche die deutschen Artillerie- und Bombenangriffe überlebt hatten. Die Leichtverletzten unterstützten die Gardisten bei ihren Verteidigungsaufgaben.
Das Pawlow-Haus wurde von folgenden Soldaten unterschiedlicher Nationalitäten verteidigt:
| Name                         | Rang                                             | Waffenart                                | Abstammung   |
| ---------------------------- | ------------------------------------------------ | ---------------------------------------- | ------------ |
| Jakow Fedotowitsch Pawlow    | Oberfeldwebel (Starschi Sergeant) und Kommandeur | Maschinenpistole                         | russisch     |
| Wassili S. Gluschtschenko    | Unterfeldwebel (Mladschi Sergeant)               | leichtes MG                              | ukrainisch   |
| A. P. Alexandrow             | Gardeschütze                                     | leichtes MG                              | russisch     |
| N. Ja. Tschernogolow         | Soldat                                           | leichtes MG                              | russisch     |
| Iwan F. Afanassjew           | Leutnant                                         | schweres MG                              | russisch     |
| A. N. Tschernyschenko        | Unterleutnant (Mladschi Leitenant)               | Mörser                                   | russisch     |
| A. A. Sobgaida               | Oberfeldwebel                                    | Panzerbüchse (Kdr. Panzerabwehrschützen) | ukrainisch   |
| Ilja W. Woronow              | Oberfeldwebel (Starschi Sergeant)                | schweres MG (stellv. Kdr. MG-Zug)        | russisch     |
| Jefremow                     | Soldat                                           | schweres MG (Schütze)                    | russisch     |
| Idel Jakowlewitsch Chait     | Feldwebel (Sergeant)                             | Maschinenpistole                         | jüdisch      |
| P. I. Dowtschenko            | Soldat                                           | schweres MG (Schütze II)                 | ukrainisch   |
| T. I. Gridin                 | Feldwebel (Sergeant)                             | Granatwerfer (Kdr. Granatwerfer)         | russisch     |
| A. I. Iwastschenko           | Soldat                                           | schweres MG                              | ukrainisch   |
| W. M. Kisselew               | Soldat                                           | Maschinenpistole                         | russisch     |
| N. G. Mosiaschwili           | Soldat                                           | Maschinenpistole                         | georgisch    |
| F. S. Romasanow              | Soldat                                           | Panzerbüchse                             | tatarisch    |
| W.K. Sarajew                 | Soldat                                           | Maschinenpistole                         | russisch     |
| I. T. Swirin                 | Soldat                                           | leichtes MG                              | russisch     |
| M. Bondarenko                | Soldat                                           | leichtes MG                              | russisch     |
| P. Demtschenko               | Soldat                                           | schweres MG (Schütze I)                  | ukrainisch   |
| T. Mursajew                  | Soldat                                           | Panzerbüchse                             | kasachisch   |
| M. Turdijew                  | Soldat                                           | Panzerbüchse                             | tadschikisch |
| Kamandai                     | Soldat                                           | Panzerbüchse                             | usbekisch    |
| K. Turgunow                  | Soldat                                           | leichtes MG und Panzerbüchse             | usbekisch    |
| Schkuratow                   | Soldat                                           | Panzerbüchse                             | russisch     |
| Sukba                        | Soldat                                           | Maschinenpistole                         | abchasisch   |
| Stepanoschwili               | Soldat                                           | Maschinenpistole                         | georgisch    |
| Gary Badmajewitsch Cholochow | Soldat (Scharfschütze)                           | Repetiergewehr                           | kalmückisch  |

## Feldwebel Pawlow
Jakow Fedotowitsch Pawlow, russisch Яков Федотович Павлов, (* 1917; † 1981) wurde 1938 zur Roten Armee eingezogen und kämpfte unter Alexander Rodimzew in der 13. Gardeschützen-Division. Feldwebel Pawlow überlebte die Schlacht, wurde 1944 Leutnant, KPdSU- und Komsomol-Mitglied und marschierte mit der 8. Gardearmee bis nach Berlin. Für seine Verdienste bei der Schlacht um Stalingrad und der Eroberung Berlins wurde er 1945 mit dem Titel Held der Sowjetunion ausgezeichnet.

## Symbolische Bedeutung

Pawlow-Haus (August 2002)

Das Pawlow-Haus wurde zu einem Symbol für den zähen Widerstand der sowjetischen Verteidiger in der Schlacht von Stalingrad und im Zweiten Weltkrieg. Hatte die Wehrmacht zuvor mit ihrer Blitzkriegstaktik viele Städte und Länder in kurzer Zeit überrannt, gelang es ihr hier innerhalb von zwei Monaten nicht, eine einzelne Häuserruine einzunehmen. Auf Paulus’ persönlicher Karte soll das Pawlow-Haus als Festung verzeichnet gewesen sein, die es um jeden Preis zu nehmen galt. Die Verteidigung wurde propagandistisch als militärische Meisterleistung gegenüber einer weit überlegenen Übermacht dargestellt und stark heroisiert.

## Nach dem Krieg
Das Haus wurde nach dem Kriege wieder aufgebaut und wird heute wieder als Wohnhaus genutzt. An seiner der Wolga zugewandten Außenseite wurde aus Steinen des alten Gebäudes ein Denkmal errichtet. Das Pawlow-Haus war eines der ersten Stalingrader Gebäude, welches im Rahmen der Tscherkassowski-Bewegung durch eine weibliche Baubrigade wieder aufgebaut wurde. Der Architekt W. J. Masljajew und der Bildhauer W. G. Fetissow vermerkten auf einer Inschrift auf der Gedenkwand: „In diesem Haus haben sich die Heldentaten der Soldaten mit denen der Werktätigen verschmolzen.“
Nach Freigabe von Dokumenten aus den sowjetischen Staatsarchiven änderte sich die Sichtweise über die Ereignisse im Pawlow-Haus. Belegt ist, dass das taktisch wichtige Gebäude von einer kleinen Aufklärungseinheit unter Feldwebel Pawlow erobert, später durch einen Maschinengewehrzug und Panzerabwehrschützen verstärkt wurde und einen wichtigen Verteidigungsknoten in der sowjetischen Verteidigungslinie darstellte. Es waren 24 Soldaten neun verschiedener Nationalitäten unter dem Befehl von Leutnant Afanassjew, welche diese Taten vollbrachten. Nach Meinung des Wolgograder Dichters und Publizisten Juri Michailowitsch Beledin müsste das Pawlowhaus richtigerweise „Haus des soldatischen Ruhmes“ heißen, da Pawlow während der Gefechte verletzt war und die Verteidigung aktiv von Afanassjew geleitet wurde. Alle Verteidiger wurden auf der Fassade des Gebäudes verewigt:

«Этот дом в конце сентября 1942 года был занят сержантом Павловым Я. Ф. и его боевыми товарищами Александровым В. Е., Глущенко В. С., Черноголовым Н. Я. В течение сентября-ноября 1942 года дом героически защищали воины 3-го батальона 42-го гвардейского стрелкового полка 13-й гвардейской ордена Ленина стрелковой дивизии: Александров А. П., Афанасьев И. Ф., Бондаренко М. С., Воронов И. В., Глущенко В. С., Гридин Т. И., Довженко П. И., Иващенко А. И., Киселев В. М., Мосиашвили Н. Г., Мурзаев Т., Павлов Я. Ф., Рамазанов Ф.З., Сараев В. К., Свирин И. Т., Собгайда А. А., Тургунов К., Турдыев М., Хайт И. Я., Черноголов Н. Я., Чернышенко А. Н., Шаповалов А. Е., Якименко Г. И.»

„Etot dom w konze sentjabrja 1942 goda byl sanjat serschantom Pawlowym Ja. F. i ewo bojewymi towarischtschami Alexandrowym W. Je., Gluschtschenko W. S., Tschernogolowym N. Ja. W tetschenije sentjabrja-nojabrja 1942 goda dom geroitscheski saschtschischtschali woiny 3-wo bataljona 42-wo gwardeiskowo strelkowowo polka 13-j gwardeiskoi ordena Lenina strelkowoi diwisii: Alexandrow A. P., Afanassjew I. F., Bondarenko M. S., Woronow I. W., Gluschtschenko W. S., Gridin T. I., Dowschenko P. I., Iwaschtschenko A. I., Kisselew W. M., Mossiaschwili N. G., Mursajew T., Pawlow Ja. F., Ramasanow F. S., Sarajew W. K., Swirin I. T., Sobgaida A. A., Turgunow K., Turdyjew M., Chait I. Ja., Tschernogolow N. Ja., Tschernyschenko A. N., Schapowalow A. Je., Jakimenko G. I.“

„Dieses Haus wurde vom Sergeanten Pawlow und seinen Kampfgenossen ab Ende September 1942 verteidigt. Von September bis November 1942 wurde das Haus von Kämpfern des 3. Bataillons des 42. Gardeschützen-Regiments der 13. Gardeschützen-Division, Trägerin des Leninordens heldenhaft verteidigt: Alexandrow, Afanassjew, Bondarenko, Gluschtschenko, Gridin, Dowtschenko, Iwaschtschenko, Kisseljow, Mossiaschwili, Mursajew, Pawlow, Swirin, Sabgaida, Torgunow, Turdijew, Chait, Tschernogolow, Tschernyschtschenko und Schapowalow.“

Iwan Afanassjew diente bis 1951 in der Sowjetarmee und wohnte ab 1958 in Stalingrad, dem späteren Wolgograd. In seinem Buch „Haus des soldatischen Ruhms“ berichtet Afanassjew über die Ereignisse aus seiner Sicht, so zum Beispiel, dass das Haus bei der Einnahme durch Pawlow bereits feindfrei gewesen sei. Er musste viele Passagen infolge der Zensur mehrfach abändern.

## Computerspiele
In den Computerspielen Call of Duty, Red Orchestra 2: Heroes of Stalingrad, Hell Let Loose und Battlefield 1942 (Modifikation Forgotten Hope) kommt das Pawlow-Haus vor. Der Spieler kann das Haus verteidigen bzw. erobern. Das Pawlow-Haus ist außerdem namensgebend für den Titel des Virtual Reality Computerspiels Pavlov VR.